# Altendorf, Österrike
Altendorf är en ort och kommun  i Österrike. Den ligger i distriktet Neunkirchen i förbundslandet Niederösterreich, 70 kilometer söder om huvudstaden Wien.
Kommunen består av fem orter (Ortschaften) (inom parentes invånarantal 1 januari 2024):
- Altendorf (202)
- Loitzmannsdorf (34)
- Schönstadl (44)
- Tachenberg (49)
- Syhrn (33)